# Långan; Nedströms Landösjön
Långan; Nedströms Landösjön este o arie protejată (arie specială de conservare — SAC, sit de importanță comunitară — SCI) din Suedia întinsă pe o suprafață de 365,2 ha, integral pe uscat.

## Localizare
Centrul sitului Långan; Nedströms Landösjön este situat la coordonatele 63°26′02″N 14°31′32″E / 63.434°N 14.5256°E.

## Înființare
Situl Långan; Nedströms Landösjön a fost declarat sit de importanță comunitară în aprilie 2003 pentru a proteja un număr necunoscut de specii din flora spontană și fauna sălbatică aflate în arealul zonei. Situl a fost protejat și ca arie specială de conservare în martie 2011.

## Biodiversitate
Situată în ecoregiunea boreală, aria protejată conține 1 habitat natural: Râuri naturale fino-scandinave.
La baza desemnării sitului se află un număr nedeclarat de specii protejate.